# Jurij Brězan

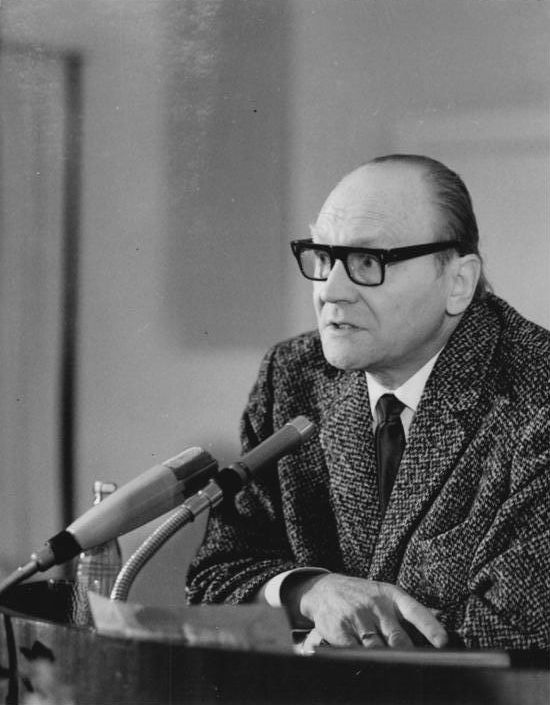
Jurij Brězan

Jurij Brězan (Räckelwitz (Sorbisch: Worklecy), Kamenz (district), 9 juni 1916 — Kamenz (Sorbisch: Kamjenc), zelfde district, 12 maart 2006) was een Sorbische Duitser en een van de belangrijkste vertegenwoordigers van de hedendaagse Sorbische literatuur. Zijn werk omvat romans, novellen en andere vertellingen, ook voor kinderen. Hij schreef in het Sorbisch en in het Duits en werd veelvuldig vertaald (25 talen).
Brězan bezocht vanaf 1928 het gymnasium in Bautzen (Sorbisch: Budyšin). Hij begon een studie economie en werd in 1936 van de voortzetting van zijn studie uitgesloten. Sinds 1933 werkte hij illegaal voor de overkoepeling van Sorbische organisaties, de Domowina en sloot zich bij een verzetsgroep aan. In de periode 1937-1938 vluchtte Brězan en verbleef in Praag. Na zijn terugkeer naar de Lausitz werd hij gearresteerd en werd vervolgens (1942-1944) als Duits soldaat opgeroepen. In 1944 verkeerde hij in Amerikaanse krijgsgevangenschap. 
Na teruggekeerd te zijn naar Duitsland werd hij jeugdfunctionaris van de Domowina en bleef dit tot 1948. In 1946 trad hij ook toe tot de SED en organiseerde jeugdbrigades, onder meer in Joegoslavië. Sinds 1949 werkte hij beroepsmatig als schrijver. In 1964 werd hij lid van het PEN-Centrum in de DDR, 1965 van de Duitse Academie van Kunsten en Wetenschappen. Twintig jaar lang, van 1969 tot 1989 was hij vicevoorzitter van de Schrijversvereniging van de DDR. Brězan ontving talrijke prijzen ten tijde van de DDR.
Jurij Brězan liet ook na de hereniging van de beide Duitslanden nog veel van zich horen als vertegenwoordiger van het Sorbische volk. Nog steeds, aldus Brězan, is de positie van het Sorbische volk onderhevig aan assimilatiedruk van de Duitse meerderheid en wordt de verbetering van de (ook materiële) positie van Sorbische instellingen actief tegengegaan door de Duitse overheid. 

## Werken
- 52 Wochen sind ein Jahr (1953)
- Christa (1957)
- Der Gymnasiast (1958)
- Borbas und die Rute Gottes (1959)
- Semester der verlorenen Zeit (1960)
- Mannesjahre (1964)
- Der Elefant und die Pilze (1964)
- Die Reise nach Krakau (1966)
- Die Abenteuer des Kater Mikosch (1967)
- Die Schwarze Mühle (1968)
- Krabat oder Die Verwandlung der Welt (1976)
- Der Brautschmuck (1979)
- Bild des Vaters (1983)
- Dalmat hat Ferien (1985)
- Wie das Lachen auf die Welt kam (1986)
- Einsichten und Ansichten (1986)
- Geschichten vom Wasser (1988)
- Mein Stück Zeit (1989)
- Bruder Baum und Schwester Lärche (1991)
- Das wunderschöne blaue Pferd (1991)
- Krabat oder Die Bewahrung der Welt (1993)
- Rifko - aus dem Tagebuch eines Dackels (1994)
- Bild des Vaters (1994)
- Die Leute von Salow (1997)
- Naš wuj z Ameriki (1997)
- Siberien, sehr weit, sehr kalt (1997)
- Ohne Pass und Zoll (1999)
- Die grüne Eidechse (2001)
- Hunds Tagebuch (2001)
- Die Einladung (2003)
- Die Jungfrau die nicht ins Bett Wollte - Sorbische Märchen (2006)